# Muhu (ostrov)
Muhu (švédsky Moon, německy Mohn) je jeden z estonských ostrovů v Baltském moři. Nachází se v jihovýchodní části Západoestonského souostroví, mezi ostrovem Saaremaa a estonskou pevninou. Má rozlohu 198 km², což ho činí třetím největším ostrovem Estonska. Nejvyšší bod ostrova má nadmořskou výšku 24 m.
Ostrov je od pevniny oddělen Velkým průlivem (estonsky Suur väin) a od ostrova Saaremaa Malým průlivem (estonsky Väike väin), přes který vede 4 km dlouhá hráz.

Ostrov je tvořen převážně silurskými vápenci a dolomity. Povrch je rovinný.

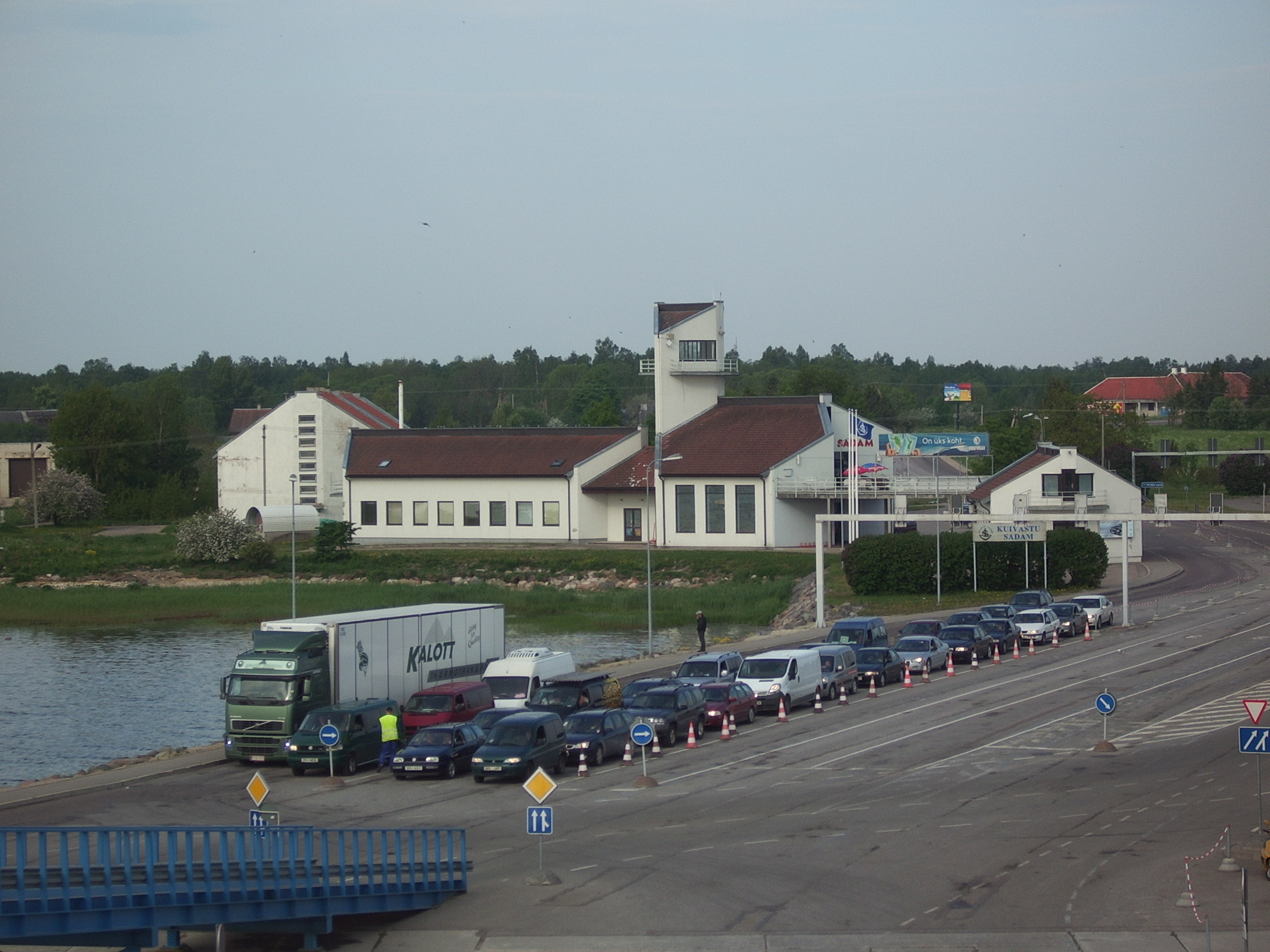
Auta čekající na trajekt v přístavu Kuivastu

V centru ostrova leží obec Muhu (estonsky Liiva). U východního břehu je přístav Kuivastu, který je spojen trajektovou dopravou s pevninou (městečko Virtsu). Obyvatelstvo se zabývá především rybolovem a zpracováním ryb, ale také zemědělstvím (živočišná výroba).